# José Ramón Lira
José Ramón Lira Calvo (Chimbarongo, Reino de Chile; 7 de octubre de 1807-Santiago, República de Chile; 1876), fue un político y abogado chileno, Ministro de Guerra y Marina entre 1870 y 1871.

## Primeros años de vida
Nació en el fundo San José de Toro de Chimbarongo. Fue hijo de José Santos Lira Contreras y Carmen Calvo Argomedo. Hermano de los también parlamentarios José Santos Lira Calvo, Pedro Francisco Lira Argomedo y José Toribio Lira Argomedo. 
Cursó humanidades en el Instituto Nacional José Miguel Carrera. El 21 de octubre de 1828 siguió la carrera de Leyes de la que egresó el 4 de marzo de 1830. Obtuvo el título de abogado el 27 de marzo de 1830. Se desempeñó como defensor de menores en Santiago.

### Matrimonio e hijos
Se casó el 7 de marzo de 1841, con María Josefa Carrera Fontecilla, hija de José Miguel Carrera Verdugo, con quien tuvo seis hijos, Carlos, Mercedes, José Luis, José Carlos, Rosa, Ramón. Varios de sus hijos de dedicaron a la política. Es el bisabuelo del sacerdote y filósofo tomista Osvaldo Lira.

## Carrera política
En 1827 fue nombrado oficial de la Secretaría del Senado. El 9 de marzo de 1848 fue nombrado Comandante de Armas de Chiloé y el 29 de abril del mismo año, intendente de Chiloé. Durante su administración se organizó la toma de posesión del estrecho de Magallanes, decisión que terminó siendo muy oportuna ya que en la misma fecha llegó con el mismo propósito una expedición francesa que se encontró con la bandera chilena flameando 4 días antes de su llegada. En 1858 fue nombrado intendente de Santiago y en 1861 de Coquimbo. En 1865 fue trasladado por el Gobierno a la Intendencia de Valparaíso, puesto en el que servía cuando fue bombardeado el puerto y la ciudad de Valparaíso por la escuadra española durante la Guerra hispano-sudamericana. El 2 de agosto de 1870 fue nombrado Ministro de Guerra y Marina, puesto que sirvió hasta el 18 de septiembre de 1871 bajo el gobierno de José Joaquín Pérez Mascayano.
Fue Diputado en tres oportunidades: por Ancud (1855-1858), en dicho periodo fue integrante de la Comisión Permanente de Negocios Eclesiásticos. Continuo ejerciendo como diputado, ahora por Quinchao (1858-1861) y luego por Castro (1867-1870). Luego se desempeñó como senador (1870-1879), cargo al que se incorporó el 22 de junio de 1870, en esta oportunidad integró la Comisión Permanente de Guerra y Marina y participó en el Congreso Constituyente de 1870 cuyo objetivo fue reformar la Carta Fundamental de 1833. Miembro de la Comisión Conservadora para el receso 1873-1874. El período senatorial concluyó en 1876, en virtud de lo dispuesto en el Artículo 1º Transitorio de la reforma constitucional de 24 de octubre de 1874.
El 18 de marzo de 1870 fue nombrado fiscal de la Corte de Apelaciones de Santiago, cargo que desempeñó hasta su fallecimiento en 1876.

### Enlaces bibliográficos
- José Ramón Lira Calvo Archivado el 24 de abril de 2017 en Wayback Machine., Reseña Biográfica Parlamentaria de la Biblioteca del Congreso Nacional de Chile

- Datos: Q25407224